# Julia Solomonoff
Julia Solomonoff, née le 13 juillet 1968 à Buenos Aires, est une réalisatrice, scénariste et productrice argentine.
Elle est aussi parfois actrice dans certains films. Elle enseigne dans le cadre d'ateliers de réalisation à l'université Columbia à New York.

## Biographie
Solomonoff étudie à l'École nationale argentine d'expérimentation et de réalisation cinématographique (ENERC) puis à l'université Columbia de New York après avoir obtenu une bourse. Elle écrit et réalise plusieurs films avant son premier long métrage en 2005, Hermanas. Deux ans plus tard, elle produit Cocalero.
En 2009, sort son deuxième long métrage, Le Dernier Été de la Boyita.

## Filmographie

### Cinéma

#### Courts métrages
- 1992 : Octavo 51
- 1993 : A Day with Angela
- 1993 : Un día con Angela
- 1998 : Siesta
- 2005 : Ahora
- 2005 : Scratch

#### Longs métrages
- 2002 : Historias mínimas de Carlos Sorin - actrice (rôle : Julia)
- 2005 : Hermanas - réalisatrice, scénariste
- 2009 : Le Dernier Été de la Boyita (El último verano de la Boyita) - réalisatrice, scénariste, productrice
- 2011 : Historias: Les histoires n'existent que lorsque l'on s'en souvient de Júlia Murat - productrice
- 2017 : Nobody's Watching (Nadie nos mira) - réalisatrice, scénariste, productrice